# (8882) Sakaetamura
(8882) Sakaetamura (1994 AP2) – planetoida z pasa głównego asteroid okrążająca Słońce w ciągu 3,64 lat w średniej odległości 2,36 au. Odkryta 10 stycznia 1994 roku.